# Copan
|  | No s'ha de confondre amb Copán. |

Copan és un poble al Comtat de Washington (Oklahoma). D'acord al cens del 2000 tenia 796 habitants.

## Demografia
Segons el cens del 2000 Copan tenia 796 habitants, 346 habitatges, i 232 famílies. La densitat de població era de 301,3 habitants per km².
Dels 346 habitatges en un 28% hi vivien nens de menys de 18 anys, en un 54,9% hi vivien parelles casades, en un 9,5% dones solteres, i en un 32,7% no eren unitats familiars. En el 30,9% dels habitatges hi vivien persones soles el 13,3% de les quals corresponia a persones de 65 anys o més que vivien soles. El nombre mitjà de persones vivint en cada habitatge era de 2,3 i el nombre mitjà de persones que vivien en cada família era de 2,88.
Per edats la població es repartia de la següent manera: un 24,9% tenia menys de 18 anys, un 6% entre 18 i 24, un 24,4% entre 25 i 44, un 27% de 45 a 60 i un 17,7% 65 anys o més.
L'edat mediana era de 41 anys. Per cada 100 dones de 18 o més anys hi havia 85,1 homes.
La renda mediana per habitatge era de 27.222 $ i la renda mediana per família de 36.563 $. Els homes tenien una renda mediana de 30.938 $ mentre que les dones 20.119 $. La renda per capita de la població era de 16.324 $. Entorn del 6,8% de les famílies i el 12,1% de la població estaven per davall del llindar de pobresa.

## Poblacions properes
El següent diagrama mostra les poblacions més properes.